# Novossiólovka (Bélgorod)
|  | Per a altres significats, vegeu «Novossiólovka». |

Novossiólovka - Новосёловка (rus) - és un poble de l'óblast de Bélgorod, a Rússia. El 2016 tenia 102 habitants. Pertany al districte (raion) de Gubkin.